# Molliens-au-Bois
Molliens-au-Bois é uma comuna francesa na região administrativa de Altos da França, no departamento de Somme. Estende-se por uma área de 7,28 km². Em 2010 a comuna tinha 331 habitantes (densidade: 45,5 hab./km²).